# 悲鳴伝
『悲鳴伝』（ひめいでん）は、西尾維新による小説。単行本は講談社ノベルス（講談社）より刊行されている。続編となる『悲痛伝』刊行時に伝説シリーズの第1弾として位置付けられた。
キャッチコピーは「西尾維新史上、最長巨編」「最長巨編にして、新たなる英雄譚」。あとがきによると原稿用紙千枚分に及ぶ。
挿絵は存在しないが、漫画化されている（作画：光谷理、『ヤングマガジンサード』掲載→単行本）。

## あらすじ
2012年10月25日、午前7時32分。「大いなる悲鳴」と呼ばれる謎の災害によって、人類の3分の1が死滅した世界。
半年後の2013年5月27日、飢皿木診療所を訪れた少年、空々空は、自分が何事にも心を動かされない人間であることに苦悩していた。しかし、この問診によって素質を見出された空々は地球撲滅軍を名乗る謎の組織に勧誘される。その内容は「人類を滅ぼそうとする悪しき地球と闘うヒーローになってほしい」というものであった……。

## 主な登場人物
空々空（そらから くう）
本作の主人公。13歳の少年。矯正された左利きであり、鉛筆と箸は右手で扱う。
「楽しい」「哀しい」といった諸々の感覚を持たない冷めた思考の持ち主であり、それを隠そうと演技を続けていることに苦悩している。
「地球陣」（後述）の正体を見ても全く動じない素質を買われて、地球撲滅軍に勧誘された。
「グロテスク」
空々に支給されている透明化ボディスーツ。バッテリーは3時間で切れる。軽量化に特化しているため防御力はない。
「実検鏡」
空々に支給されているゴーグル。人間に擬態した「地球陣」を見破ることができる。開発段階の名称は「ミラーグラス」。
剣藤犬个（けんどう けんか）
地球撲滅軍・第九機動室隊員。軍内コードネーム「寸刻み」。本作のヒロイン。
17~18歳の少女。万が一の場合は空々の始末も含め、身の回りの世話を担当するために彼と同居することになる。
16歳の時、高校の校外学習で「小さき悲鳴」による攻撃を一人生き残った「地球の悲鳴が聞こえない」人間。
「破壊丸」
剣藤に支給されている大太刀。バッテリー駆動であり、持っているだけで全自動で対象を斬ってくれる。
この他、鎧の役目を果たす剣道着も支給されている。
牡蠣垣閂（かきがき かんぬき）
地球撲滅軍・第九機動室室長。軍内コードネーム「茶飲み話」。
常に紳士然とふるまう、スーツを着た20代後半の男性。「大いなる悲鳴」を防げなかった剣藤をしばしば「失敗した英雄」と呼び叱責する。
紅茶（名称不明）
牡蠣垣が頻繁に飲んでいる紅茶。服用者の存在感を薄くする効果がある。
この他、スーツや靴には血液などをバリアのように弾く機能が付いている。
花屋瀟（はなや しょう）
地球撲滅軍・第九機動室副室長。軍内コードネーム「蒟蒻」。
空々と同じ少年野球団に所属していた14歳の少女。先輩であり遊撃手のポジションを競うライバルでもあった。花屋が進学して野球をやめて以降も友人関係は続いていたが、物語中盤まで彼女が撲滅軍に所属することは明かされない。
小学5年生の時に撲滅軍と接点を持ち、自ら働きかけて入隊したという経緯がある。第九機動室の設立にも貢献したらしい。
「虐待太郎」
花屋が使用する武器。刀身・柄だけでなく影さえも見えないため、間合いが把握できない。
氷上法被（ひがみ はっぴ）
地球撲滅軍・第九機動室隊員。軍内コードネーム「火達磨」。
マッチ棒のように細身の男。元・放火魔。戦闘能力は極めて高い半面、攻撃的で身勝手な性格から周囲の評価は芳しくない。
「炎血」
氷上の体内に流れている超高温の人工血液。感情の高ぶりによって、身体から火柱や火球を放つことができる。
本気を出せば天候すら変えられるが、撲滅軍に危険視され能力を奪われることを懸念した氷上は隠蔽していた。
左在存（ひだり ざいぞん）
地球撲滅軍・第九機動室隊員。軍内コードネーム「犬歯」。
周囲にはただの犬にしか見えないが、その正体は9歳の少女。一人称は「俺」。言動にはしばしば、ギャンブル中毒の傾向がみられる。
不明室に所属する実母の左右左危（ひだり うさぎ）によって「地球陣」の擬態を再現するための改造手術を受けて「犬化」した。半年前に擬態能力の試用を兼ねて、正体を伏せたまま第九機動室へ異動。剣藤に「狼ちゃん」と名付けられ、ペット兼索敵要員として活動している。
自分で擬態能力をコントロールすることはできない。また、年齢にそぐわない大人びた発言は、スマートドラッグの投与などによって知能指数が高められているため。
「共鳴環」
在存が身につけている首輪。近くにいる人間の気持ちが分かる精神感応装置。
瀬伐井鉈美（せきれい なたみ）
地球撲滅軍・第九機動室隊員。軍内コードネーム「恋愛相談」。
剣藤と同世代の少女。政界との結びつきが強く、国政に口出しできる権限があるらしい。剣藤との仲は険悪。
「切断王」
瀬伐井に支給されている手斧。3本1セットであり、一定の距離ならば投げるだけで必ず対象に当たる。
了城娯也（りょうじょう ごや）
地球撲滅軍・第九機動室専属運転手。軍内コードネーム「脇見運転」。
「刑車両」
娯也に支給されているリムジン。特殊能力等の詳細不明。
落雁ギリー（らくがん -）
地球撲滅軍・開発室広報担当。軍内コードネーム「再開発」。
スーツ姿の女性。空々の元に「グロテスク」を渡しに来た人物。
飢皿木鰻（きさらぎ うなぎ）
飢皿木診療所所長。地球撲滅軍の協力者だが、撲滅軍自体には所属していない。
空々の特異な人間性（の無さ）を見出し、スクールカウンセラーとして花屋の心の支えとなった人物。妻と娘がいるが、既に離婚している。

## 用語
地球
本作における地球には固有の意思があり、人類と遥か昔から対立関係にある（という前提で撲滅軍は活動している）。
歴史的には、人類側の防衛戦は「大いなる悲鳴」による地球の反撃までは優勢だったらしい。
「大いなる悲鳴」
2012年10月25日、午前7時32分31秒から54秒まで世界中に響いた、悲しげな超高音の悲鳴。これによって世界人口の3分の1に当たる約23億人が精神を破壊されて死亡した。生存者と死亡者の間に明確な相違点は存在せず、人間以外の動植物には何ら影響が及ばなかった。また、各種録音機材にも記録されていない。
「小さき悲鳴」
「大いなる悲鳴」以前から、数年に一度の周期で確認されていた現象。規模は半径数十メートルだが、剣藤が遭遇するまでは、その範囲内の致死率は100%であった。
「地球陣」
地球が人間社会に送り込んでくる怪人。作中ではしばしば「哲学的怪人」とも呼ばれる。
外見・言動・体力共に人類と全く変わらないが、実際の姿は「美の極致」と例えられる神々しい姿をしている。正体を見る技術はかなり前に開発されていたが、それを見ると「目が潰れる」ために、空々が現れるまではその技術を有効活用できなかった。
人間社会の蚕食が目的だと考えられているが、あくまで状況証拠に過ぎない。存在が確認されたのは約50年前。
擬態は死後も解けず、解剖しても人間と違いはない。捕獲された際には必死で冤罪を訴え何も聞き出せないため、思考実験におけるスワンプマンのように「普通の人類がある日どこかで怪人と入れ替わり、そのことに無自覚のまま生きている」という説がある。
地球撲滅軍
人類の保護を掲げ、地球環境の隙を突いて生きてゆくための抵抗組織。
縦割り組織であり、各部署同士の連携はあまり取れていない。
日本政府から正式にバックアップを受けている。同様の組織は世界中に存在し、また国内にも、利権上、過当競争の相手とされがちな類似組織が幾つか存在する。
第九機動室
「地球陣」の排除を担当する部署。役割上、前線での汚れ仕事が多い。室長は牡蠣垣閂。
不明室
撲滅軍の深部に存在する謎の部署。公式には存在しないことになっており、改造実験などが行われている。

## 既刊一覧

### 小説
- 西尾維新 『悲鳴伝』 講談社〈講談社ノベルス〉、2012年4月26日発売[2]、ISBN 978-4-06-182829-2
  - 「文庫版」2022年10月14日発売[3]、ISBN 978-4-06-529422-2

### 漫画
- 西尾維新（原作） / 光谷理（作画） 『悲鳴伝』 講談社〈ヤンマガKCスペシャル〉、全4巻
  1. 2016年5月6日発売[4]、ISBN 978-4-06-382794-1
  2. 2016年12月20日発売[5]、ISBN 978-4-06-382895-5
  3. 2017年6月20日発売[6]、ISBN 978-4-06-382983-9
  4. 2018年1月19日発売[7]、ISBN 978-4-06-510714-0